# كبكج وز. 1960
كبكج وز. 1960 (بالإنجليزية: Kbkg wz. 1960)‏ هي بندقية اقتحام، من طراز الكلاشينكوف، بولندية الصنع.